# لاس ستاي
لاس ستاي (بالنرويجية البوكمول: Lasse Staw)‏ (1 يناير 1988 في النرويج - ) هو لاعب كرة قدم نرويجي في مركز حراسة المرمى. شارك مع Norway national under-15 association football team ‏ ومنتخب النرويج تحت 16 سنة لكرة القدم ومنتخب النرويج تحت 17 سنة لكرة القدم ومنتخب النرويج تحت 18 سنة لكرة القدم ومنتخب النرويج تحت 19 سنة لكرة القدم ومنتخب النرويج تحت 21 سنة لكرة القدم. أما مع النوادي، فقد لعب مع نادي أوليسوند ونادي سيريانسكا ونادي فريدريكستاد ونادي ليلستروم ونادي بودو/غليمت.

## روابط خارجية
- لاس ستاي على موقع اتحاد النرويج (النرويجية)
- لاس ستاي على موقع اتحاد السويد (السويدية)
- لاس ستاي على موقع قاعدة بيانات كرة القدم.إي يو (الإنجليزية)